# José de Cupertino
San José de Cupertino, o Copertino (17 de junio de 1603 - 18 de septiembre de 1663), fue un fraile napolitano, santo de la Iglesia católica, de quien se dice que los fenómenos místicos de orden corporal alcanzaron un carácter notorio, en particular la levitación. Es considerado patrón de los viajeros en avión, los aviadores, los astronautas, las personas con discapacidad intelectual y los estudiantes en exámenes, esto último por las dificultades que debió atravesar en su etapa de estudiante.
En Madrid se puede encontrar y venerar su imagen en la Iglesia de San Salvador y San Nicolás, a la que acude un gran número de estudiantes en época de exámenes.

## Biografía

### Primeros años
José María Desa (Giuseppe Maria Desa) nació en Copertino, Lecce, el 17 de junio de 1603. Era el último hijo de Félix y Francisca Panaca. Educado cristianamente por su madre, a pesar de las dificultades económicas, paso rápidamente de los primeros estudios al trabajo, manifestando poco interés por ambos. Pronto despertó en él una atracción genuina por la vida religiosa.
Así, a los 17 años pidió ser admitido como franciscano en la Orden de los frailes menores conventuales pero no lo logró por su escasa formación escolar. Perseverando en el ideal franciscano, intentó en vano entrar a los Hermanos menores reformados, y después, solicitó ser recibido por los capuchinos y fue aceptado como hermano lego, asumiendo el nombre de Esteban de Cupertino, pero no logró terminar siquiera el año de noviciado, por lo que fue expulsado por ineptitud.
Gracias a la ayuda de Juan Donato Caputo, un hombre conventual, ingresó como terciario y mandadero en el convento de Grotella de los padres franciscanos. Pronto con su humildad y su amabilidad, con su espíritu de penitencia y su amor por la oración, se fue ganando la estimación y el aprecio de los religiosos, y en 1625, por votación unánime de todos los frailes de esa comunidad, fue admitido como religioso franciscano.
Lo pusieron a estudiar para prepararse al sacerdocio, pero en los exámenes no era capaz de responder. Llegaron los exámenes y Fray José la única frase del evangelio que era capaz de explicar completamente bien era aquella que dice: "Bendito el fruto de tu vientre, Jesús". Al empezar el examen, el jefe de los examinadores dijo: «Voy a abrir el evangelio, y la primera frase que salga, será la que tenga que explicar». Y salió precisamente esa. En el examen definitivo, tras haber examinado el obispo a los primeros diez, quienes respondieron maravillosamente bien todas las preguntas, suspendió el examen diciendo: «¿Para qué seguir examinando a los demás si todos se encuentran tan formidablemente preparados?» y de esta manera aprobó los exámenes José de Cupertino. Todas estas circunstancias fueron interpretadas como providenciales.
En 1628 fue ordenado sacerdote en Poggiardo; durante 10 años ejerció el sacerdocio en Copertino, atrayendo pronto a multitudes de peregrinos.

### Vida religiosa y mística
Los estudios realizados sobre la vida de José de Cupertino señalaron reiteradamente que manifestó diversos fenómenos místicos de orden corporal. Entró en éxtasis místico en numerosas ocasiones. Cuando estaba en tal estado su cuerpo perdía toda sensibilidad, no sentía nada, aunque lo pincharan con agujas, le dieran golpes con palos, o le acercaran a sus dedos velas encendidas. Lo único que lo hacía volver en sí era oír la voz de su superior que lo llamaba a que fuera a cumplir con sus deberes. Cuando regresaba de sus éxtasis pedía perdón a sus compañeros diciéndoles: «Excúsenme por estos ataques de mareo que me dan».
De los estudios realizados durante el proceso de su canonización surgió que José de Cupertino estaba dotado con el don de la levitación, siendo el primer santo en número de manifestaciones de dicho fenómeno. Se registraron más de setenta casos de levitación ocurridos solamente en la villa de Copertino o sus alrededores. En una época de su vida, llegaron a ser tan frecuentes estos fenómenos que sus superiores tuvieron que excluirle del cargo de hebdomadario en el coro, pues, contra su voluntad, interrumpía las ceremonias de la comunidad con sus vuelos cuando se encontraba en estado de éxtasis.
Muchos enemigos empezaron a decir que se trataba de meros inventos y lo acusaron de engañador. Fue enviado al superior general de los Franciscanos en Roma y luego frente al papa Urbano VIII el cual deseaba saber si era cierto o no lo que le contaban de los éxtasis y de las levitaciones del fraile. Y, hablando con el papa, José de Cupertino entró de nuevo en éxtasis y levitó, siendo visto por el mismo Urbano VIII. El príncipe protestante Juan Federico, duque de Brunswick-Luneburgo, patrón de Leibniz, también vio las levitaciones y quedó tan impresionado por el fenómeno que se convirtió al catolicismo y mandó que su capilla fuera reconsagrada al modo católico y servida por frailes cartujos.

## Canonización

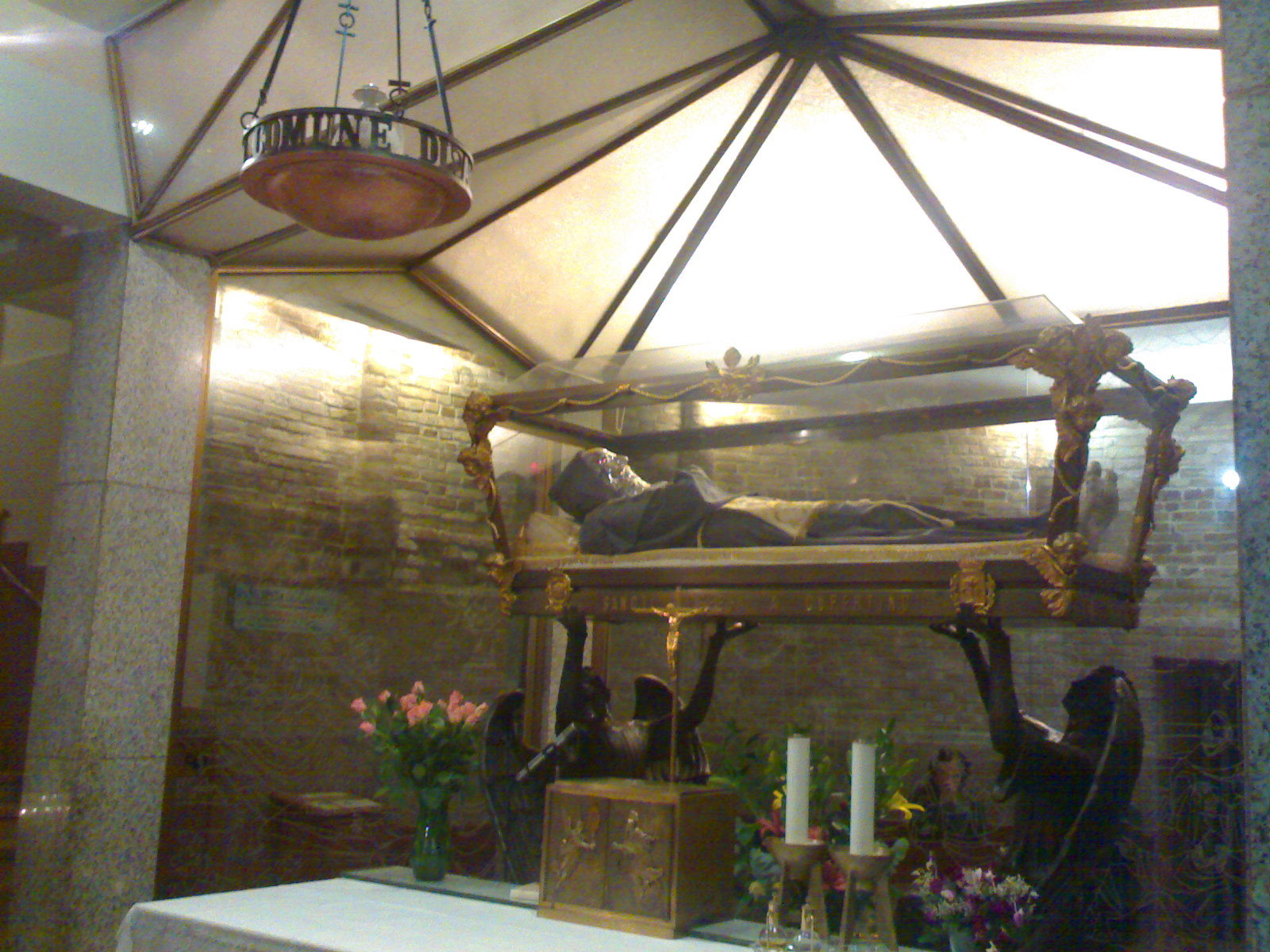
Cuerpo de José de Cupertino, en la cripta de la basílica que lleva su nombre, en Osimo.

José de Cupertino fue beatificado el 24 de febrero de 1753, siendo papa Benedicto XIV. El 16 de julio de 1767 fue canonizado por el papa Clemente XIII. Su festividad se celebra el 18 de septiembre. Fue nombrado patrono de los cosmonautas por el don de la levitación, y de los estudiantes por las dificultades que debió atravesar en sus estudios.

## En la cinematografía
José de Copertino es el personaje central del filme de Edward Dmytryk El hombre que no quería ser santo (The Reluctant Saint, 1962), con guion escrito por John Fante y Joseph Petracca, e interpretado por Maximilian Schell. También aparece como personaje en la trama de la película italiana C'era una volta, con Sophia Loren y Omar Sharif. Leslie French es el actor que representa al fraile.